# Mary Griffith
Pour les articles homonymes, voir Griffith.
Mary Griffith, née le 13 octobre 1934 et morte le 7 février 2020 à Walnut Creek, est une militante américaine pour les droits des homosexuels. Le point de départ de son combat est le suicide de son fils Bobby, notamment dû au refus de sa mère d'accepter son homosexualité en raison de ses convictions religieuses. Après la mort de son fils, elle a complètement reconsidéré sa position et est devenue une figure majeure de la lutte pour les droits LGBT. Le 9 décembre 1995, elle a témoigné devant les membres du Congrès des États-Unis.
Son histoire a été adaptée dans le livre de Leroy F. Aarons publié par HarperCollins en 1995 : Prayers for Bobby: A Mother's Coming to Terms with the Suicide of Her Gay Son (en), puis dans le téléfilm Bobby, seul contre tous (Prayers for Bobby, 2009), dans lequel son rôle est tenu par Sigourney Weaver.